# Lista de presidentes do Azerbaijão
O Presidente da República do Azerbaijão é o chefe de Estado do Azerbaijão desde a sua independência da União Soviética, ocorrida em 30 de agosto de 1991.

## República Democrática do Azerbaijão(1918-1920)
- Mammed Amin Rasulzade (28 de maio - 7 de dezembro de 1918)
- Alimardan bey Topchubashov (7 de dezembro de 1918 - 27 de abril de 1920)

## República Socialista Soviética do Azerbaijão(1920-1991)
- Mirza Davud Huseynov (28 de abril - 23 de julho de 1920)
- Viktor Naneyşvili (23 de julho - 9 de setembro de 1920)
- Elena Stassova (9 de setembro - 15 de setembro de 1920)
- Vladimir Dumbadze (15 de setembro - 24 de novembro de 1920)
- Grigory Kaminsky (24 de novembro de 1920 - 24 de julho de 1921)
- Sergey Kirov, (24 de julho de 1921 - 5 de janeiro de 1925)
- Ruhulla Axundov (5 de janeiro de 1925 - 21 de janeiro de 1926)
- Levon Mirzoyan, (21 de janeiro de 1926 - 11 de julho de 1929)
- Nikolay Gikalo (11 de julho de 1929 - 5 de agosto de 1930)
- Polonski Vladimir Polonski, (5 de agosto de 1930 - 7 de fevereiro de 1933)
- Ruben Rubenov, (7 de fevereiro - 10 de dezembro de 1933)
- Mir Jafar Baghirov, (10 de dezembro de 1933 - 6 de abril de 1953)
- Mir Teymur Yaqubov, (6 de abril de 1953 - 7 de fevereiro de 1954)
- Imam Mustafayev, (7 de fevereiro de 1954 - 10 de julho de 1959)
- Vəli Axundov, (10 de julho de 1959 - 14 de julho de 1969)
- Heydar Aliyev, (14 de julho de 1969 - 3 de dezembro de 1982)
- Kamran Baghirov, (3 de dezembro de 1982 - 21 de maio de 1988)
- Abdurrahman Vazirov, (21 de maio de 1988 - 25 de janeiro de 1990)
- Ayaz Mutallibov, (25 de janeiro de 1990 - 14 de setembro de 1991)

## República do Azerbaijão(1991-presente)
| №   | Nome (Nasc.-Morte)                 | Retrato | Início do mandato     | Fim do mandato        | Partido                         | Eleição             |
| --- | ---------------------------------- | ------- | --------------------- | --------------------- | ------------------------------- | ------------------- |
| 1   | Ayaz Mutallibov (1938-2022)        |         | 18 de maio de 1990    | 6 de março de 1992    | Partido Comunista do Azerbaijão | 1990 1991           |
| ―   | Yagub Mammadov (Interino) (n.1941) |         | 6 de março de 1992    | 14 de maio de 1992    | Independente                    | —                   |
| (1) | Ayaz Mutallibov (1938-2022)        |         | 14 de maio de 1992    | 18 de maio de 1992    | Independente                    | —                   |
| ―   | Isa Gambar (em exercício) (n.1957) |         | 18 de maio de 1992    | 17 de junho de 1992   | APFP                            | —                   |
| 2   | Abülfaz Elçibay (1938-2000)        |         | 17 de junho de 1992   | 24 de junho de 1993   | APFP                            | 1992                |
| 3   | Heydar Aliyev (1923-2003)          |         | 24 de junho de 1992   | 31 de outubro de 2003 | YAP                             | 1993 1998           |
| 4   | Ilham Aliyev (n.1961)              |         | 31 de outubro de 2003 | presente              | YAP                             | 2003 2008 2013 2018 |